# Завадка (Люблінське воєводство)
Завадка (пол. Zawadka) — село в Польщі, у гміні Княжпіль Білґорайського повіту Люблінського воєводства. Населення — 391 особа (2011).

## Історія
За даними етнографічної експедиції 1869—1870 років під керівництвом Павла Чубинського, у селі переважно проживали українськомовні греко-католики, меншою мірою — польськомовні римо-католики.
У 1921 році село входило до складу гміни Княжпіль Білґорайського повіту Люблінського воєводства Польської Республіки.
У 1975—1998 роках село належало до Замойського воєводства.

## Демографія
За даними перепису населення Польщі 1921 року в селі налічувалося 59 будинків та 332 мешканці, з них:
- 166 чоловіків та 166 жінок;
- 233 православні, 99 римо-католиків;
- 233 українці, 99 поляків.

Демографічна структура станом на 31 березня 2011 року:
|          | Загалом | Допрацездатний вік | Працездатний вік | Постпрацездатний вік |
| -------- | ------- | ------------------ | ---------------- | -------------------- |
| Чоловіки | 201     | 51                 | 136              | 14                   |
| Жінки    | 190     | 40                 | 108              | 42                   |
| Разом    | 391     | 91                 | 244              | 56                   |